# 羅蘭·希爾

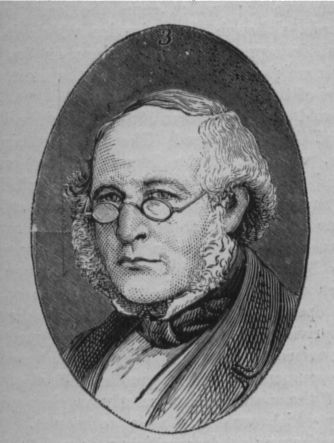
羅蘭·希爾

羅蘭·希爾爵士 KCB FRS（Sir Rowland Hill，1795年12月3日—1879年8月27日）是英國的教师、发明家、郵政制度改革者。一便士郵政制度的創立人。郵票的發明人。有「近代郵政制度之父」的美譽。
由于深感當時郵政制度的低效與浪費。1837年，42岁的羅蘭·希爾撰寫『郵政制度改革: 其重要性與實用性』（"Post Office Reform: its Importance and Practicability", 1837）要求對英國郵政制度進行徹底的改革。引發了熱切的回響。